# Коковин, Василий Александрович
Василий Александрович Коковин (9 января 1933 — 19 октября 2021) — начальник Ленинградского высшего военно-морского инженерного училища, кандидат технических наук, профессор, вице-президент Петровской академии наук и искусств, вице-адмирал.

## Биография
Василий Александрович Коковин родился 9 января 1933 года в селе Брусяна Сухоложского района Свердловской области.
После окончания 7 классов Сухоложской средней школы («Сталинской») поступил в Свердловский электротехнический техникум.
В 1951 году поступил на дизельный факультет Второго высшего военно-морского инженерного училища. Во время учёбы в училище, будучи курсантом, участвовал в послевоенном боевом тралении и уничтожении минных заграждений в Азовском море в 1953 году и в Баренцевом море в 1955 году.
В 1957 году, после окончания училища, был направлен для прохождения службы командиром электромеханической боевой части (БЧ-5) тральщика «Т-46» бригады тральщиков Балтийского флота. В 1957—1959 годах участвовал в боевом тралении минных заграждений в Балтийском море. Был награждён знаком военной доблести «За боевое траление».
С 1962 по 1963 годы исполнял обязанности инженера-механика по передаче отечественных кораблей Египту, обеспечивал электромеханическую подготовку национальных экипажей, безаварийную эксплуатацию корабельной техники и боеготовность передаваемых кораблей.
В 1963 году В. А. Коковин был назначен на должность старшего помощника начальника технического отделения Балтийской военно-морской базы.
В 1965 году поступил в Военно-морскую академию имени Н. Г. Кузнецова, после окончания которой в 1968 года, назначен на должность заместителя начальника технического отдела Балтийской военно-морской базы (БВМБ) в городе Балтийске.
В октябре 1975 года капитан 2-го ранга инженер В. А. Коковин был назначен на адмиральскую должность — начальника технического управления Краснознамённого Балтийского флота.
С 1983 по 1993 годы В. А. Коковин являлся начальником Ленинградского высшего военно-морского училища, которое располагалось в г. Пушкине, Ленинградской области.
В. А. Коковин избирался депутатом Пушкинского райсовета, а в 1986 году был делегатом XXVII съезда КПСС.
В 1987 году защитил диссертацию на соискание учёной степени кандидата технических наук.
5 ноября 1988 года присвоено воинское звание вице-адмирала. В 1992 году присвоено учёное звание профессора.
С 1993 года, после увольнения в запас, Василий Александрович продолжает работать в Военно-морском политехническом институте профессором кафедры живучести и устройства корабля.
Умер 19 октября 2021 года в Санкт-Петербурге. 

## Публикации
Василий Александрович Коковин является автором более 100 научных и научно-методических трудов.
- Высоцкий А. В., Казакевич Н. В., Коковин В. А., Мартынов Н. П. Борьба за живучесть кораблей и судов. (Поучительный опыт действий экипажей при аварийных происшествиях). / Под редакцией профессора, вице-адмирала В. А. Коковина. — Санкт-Петербург: 2007. — 336 с., ил. тираж 500 экз.
- Коковин В. А. Живучесть корабля. — Санкт-Петербург: 2009. — 376 с., ил. тираж 500 экз.
- Коковин В. А. Флот на защите Отечества. — Санкт-Петербург: Судостроение, 2012. — 592 с., ил. тираж 500 экз.
- Коковин В. А. Инженеры-механики флота в Великой Отечественной войне. Сборник боевых эпизодов. -Л.:, 1990.

## Награды
- Орден «Знак Почета»,
- Орден Красной Звезды,
- Орден «За службу Родине в Вооруженных Силах СССР» 3 степени,
- Медали СССР, России.
- Правительственные награды Кубы, Вьетнама, Йемена, Болгарии.